# Tweede sofistiek
De tweede sofistiek was een Griekse culturele beweging waarin de show-retorica centraal stond. Ze floreerde tijdens het Romeinse Keizerrijk ca. 50 - 250 n.Chr. De term werd in het leven geroepen door Flavius Philostratus (ca. 170 - ca. 247).

## De sofisten van de tweede sofistiek
In de inleiding van zijn werk Vitae Sophistarum (Levens van de sofisten) onderscheidde Philostratus de tweede sofistiek van de oude sofistiek uit de 5e eeuw v.Chr. De sofisten die de 'oude sofistiek' vertegenwoordigden, zoals Gorgias, hielden zich eerder bezig met filosofische welsprekendheid. De sofisten daarentegen die Philostratus beschreef, hielden zich bezig met een heel ander soort welsprekendheid, nl. de meletè (Grieks: μελέτη). De meletê was een oefening in de welsprekendheid waarbij de redenaar zich moest inleven in een personage (vaak uit de geschiedenis of mythologie) om vervolgens een redevoering te improviseren. Zo kon het publiek bij een optreden de redenaar voorstellen om als Leonidas zijn 300 Spartanen aan te moedigen voor de strijd tegen de Perzen. De sofist moest hierbij het Attisch hanteren van de 10 klassieke Attische redenaars, dat toch wel afweek van het toen gesproken Koinè-Grieks. De retorische praktijk van de sofisten bestond niet alleen uit optredens, maar ook uit onderwijs. Ze hadden vaak veel leerlingen die bij hen de kunst van het spreken wilden leren. Zowel door hun optredens als onderricht waren deze sofisten erg populair.

## Wetenschappelijke discussie
De tweede sofistiek deed haar intrede in de moderne studies bij de 19e-eeuwse classicus Erwin Rohde. Hoewel Philostratus de tweede sofistiek al liet beginnen met Aeschines (4e eeuw v.Chr.), werd de term sinds Rohde enkel gebruikt voor de periode van 50 tot 250 n. Chr. In de 19e eeuw beschouwde men de tweede sofistiek vooral als een poging om de retorica van de 5e-4e eeuw v.Chr. te laten herleven. Rond 1900 raakte de studie ervan echter in een impasse, doordat Ulrich von Wilamowitz-Moellendorff, een gezaghebbend classicus van die tijd, de tweede sofistiek als een fictie beschouwde.
De studie van de tweede sofistiek kreeg een nieuwe impuls in 1969 met het werk van Bowersock, Greek Sophists in the Roman Empire. Hij deed een prosopografische studie van de sofisten uit de keizertijd en zag hen als bemiddelaars tussen de steden van de provincies en het centrale keizerlijke bestuur. Zijn opvatting echter dat de sofisten meer een historische betekenis gehad zouden hebben dan een literaire, bracht een hele discussie op gang. Bowersocks uitlatingen lokten veel reacties uit. Zo betoogde Bowie dat de sofisten hun politieke rol niet te danken hadden aan hun retorische vaardigheden, maar aan het feit dat ze deel uitmaakten van een Griekse aristocratie die vanaf de Flavische dynastie werd geïntegreerd in de elite van het Romeinse keizerrijk. De sofistiek was in de mode bij deze elite en slechts enkelingen wisten een politieke loopbaan min of meer te combineren met een intellectuele loopbaan als sofist. Bowie beschouwde aldus de tweede sofistiek als belangrijker in de literatuur dan in de geschiedenis. Brunt ging in 1994 nog een stap verder en verklaarde de tweede sofistiek socio-cultureel en politiek irrelevant. Ook deze sterke uitlating heeft verschillende tegenreacties uitgelokt, die toch het maatschappelijke en culturele belang van de sofistische welsprekendheid benadrukken. De discussie is dan ook nog steeds een heet hangijzer in de studie van de Griekse letterkunde.

## Belangrijke vertegenwoordigers
- Aelius Aristides
- Dio Chrysostomus, ook wel Dio van Prusa genoemd
- Flavius Philostratus
- Herodes Atticus
- Hermogenes van Tarsus
- Lucianus van Samosata
- Polemo van Laodicea
- Ioulios Polydeukes

## Verdere literatuur
- (en)  Bowersock G.W. (1969) Greek Sophists in the Roman Empire Oxford: Clarendon Press.
- (en)  Bowie E.L. (1982) "The importance of sophists", Yale Classical Studies, 27, pp. 29-59.
- (en)  Brunt P.A. (1994) "The bubble of the Second Sophistic", Bulletin of the Institute of Classical Studies of the University of London, 39, pp. 25-52.
- (nl)  Flinterman J.J. (1993) Politiek, 'Paideia' & Pythagorisme. Griekse identiteit, voorstellingen rond de verhouding tussen filosofen en alleenheersers en politieke ideeën in de 'Vita Apollonii' van Philostratus. Groningen: Styx Publications.
- (fr)  Reardon B.P. (1971) Courants littéraires grecs des IIe et IIIe siècles après J.-C.. Parijs: Les Belles Lettres.
- (en)  Swain S. (1996) Hellenism and Empire. Language, Classicism and Power in the Greek World, AD 50-250. Oxford : Clarendon Press.